# Muzeum Kolejnictwa w Kościerzynie
Muzeum Kolejnictwa w Kościerzynie, dawny Skansen Parowozownia Kościerzyna – znajduje się w Kościerzynie przy ulicy Towarowej, w bezpośrednim sąsiedztwie dworca kolejowego. Parowozownia zaprzestała działalności operacyjnej z dniem 1 stycznia 1991, kiedy to straciła samodzielność i stała się częścią lokomotywowni w Gdyni. Otwarcie skansenu nastąpiło w listopadzie 1992. W dniu 24 lipca 2009 spółka PKP Cargo przekazała placówkę muzealną Muzeum Ziemi Kościerskiej, jako oddział pod nazwą Muzeum Kolejnictwa w Kościerzynie. Skansen odwiedzany jest przez ponad 30 tysięcy osób rocznie.

## Położenie
Muzeum Kolejnictwa znajduje się obok stacji Kościerzyna, we wschodniej części miasta. W budynku i placu dawnej lokomotywowni. Jednakże aby dojść od dworca, należy przejść aż do wiaduktu i następnie cofnąć się na ulicę Towarową.

## Historia
Pierwszą linią kolejową, która dotarła do Kościerzyny, była należąca do sieci Królewskiej Kolei Wschodniej (Königliche Ostbahn) linia kolejowa z Pszczółek, otwarta w 1885 r. Nie wiadomo, kiedy powstała w Kościerzynie pierwsza parowozownia, jednakże z uwagi na stosowaną w Prusach praktykę lokalizowania ich na stacjach końcowych można przyjąć, że kościerski obiekt powstał właśnie w tym czasie. Jego rola znacząco wzrosła po wybudowaniu magistrali węglowej Maksymilianowo – Kościerzyna – Gdynia. Widniejący na budynku parowozowni rok 1929 jest datą powstania obecnego, a więc nie pierwszego, budynku parowozowni. W latach 2013–2014 przeprowadzono remont hali oraz budynków biurowych; warsztaty zostały przekształcone w sale ekspozycyjne, a wystawa wzbogacona w elementy multimedialne.

## Zbiory skansenu

### Parowozy
- parowóz serii  Ok1:    Ok1-112 z 1915 r.
- parowóz serii Oi2:   Oi2-29
- parowóz serii  Ol49:   Ol49-71
- parowóz serii  Pt47:   Pt47-171 (aktualnie błędnie oznaczony Pt47-100)
- parowóz serii  TKb:    TKb 2845
- parowóz serii  BR52:    TE-7175
- parowóz serii  TKh49:    3140
- parowóz serii  TKh100:   TKh100-45
- parowóz serii  TKp:   TKp-4
- parowozy serii TKt48:   TKt48-99, TKt48-179
- parowóz serii  Tw1:    Tw1-90
- parowozy serii Ty2/Ty42:   Ty2-446, Ty2-1401, Ty42-105, Ty42-126 oraz stojące na bocznicy (nie należące bezpośrednio do muzeum) wraki: Ty2-178, Ty2-1098, Ty2-1301, Ty42-39
- parowóz serii  Ty45:   Ty45-139
- parowóz serii  Tx:   Tx-1123

### Lokomotywy spalinowe
- SP45-139
- SP47-001
- Ls40-5438 (PKP seria SM02)
- SM03-136
- 409Da-224
- Ganz-Mavag DVM 2-2-43 (SM41-227 / SM41-43)
- SP30-006

### Lokomotywy elektryczne
- ET21-367

### EZT
- EW90-12/05[1]

### Wagony motorowe
- SR61-001 (pełniący rolę sklepu z pamiątkami i jedzeniem na terenie muzeum)
- dwa, pozostawione na bocznicy wraki SN61, nienależące bezpośrednio do muzeum: SN61-86, SN61-549

### Inne zbiory
- Pociąg ratunkowy
- Wagon kolei linowej na Gubałówkę
- Skład pociągu wąskotorowego
- Pług śnieżny 411S
- Wagon cysterna służący do odchwaszczania torowiska

Łącznie w ekspozycji znajduje się 45 jednostek taboru.

## Galeria

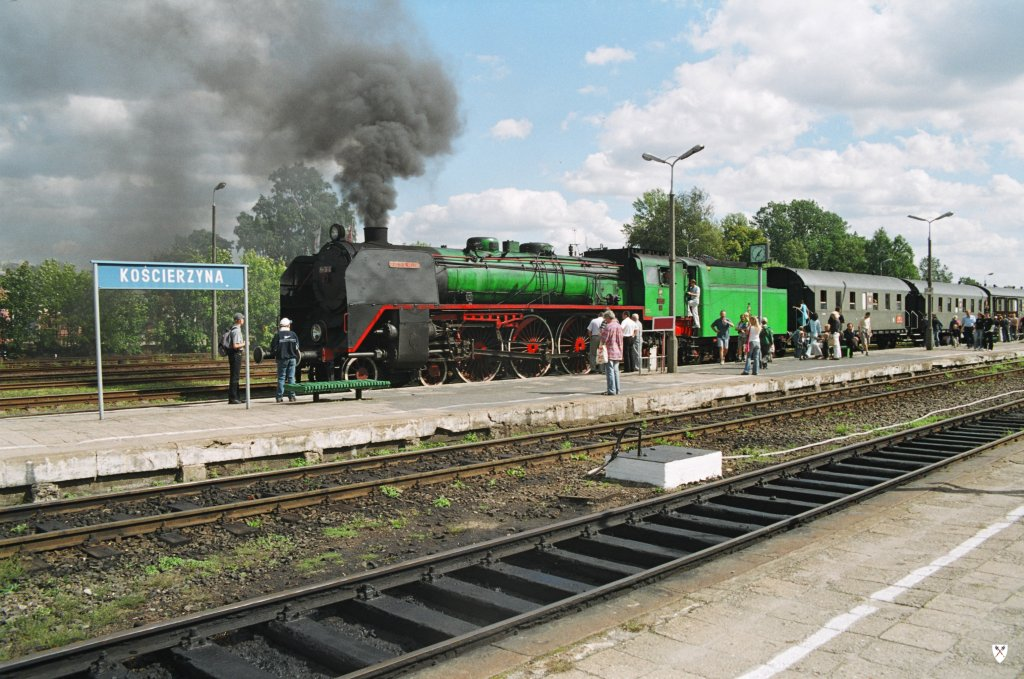
Pociąg retro Kościerzyna-Gdynia
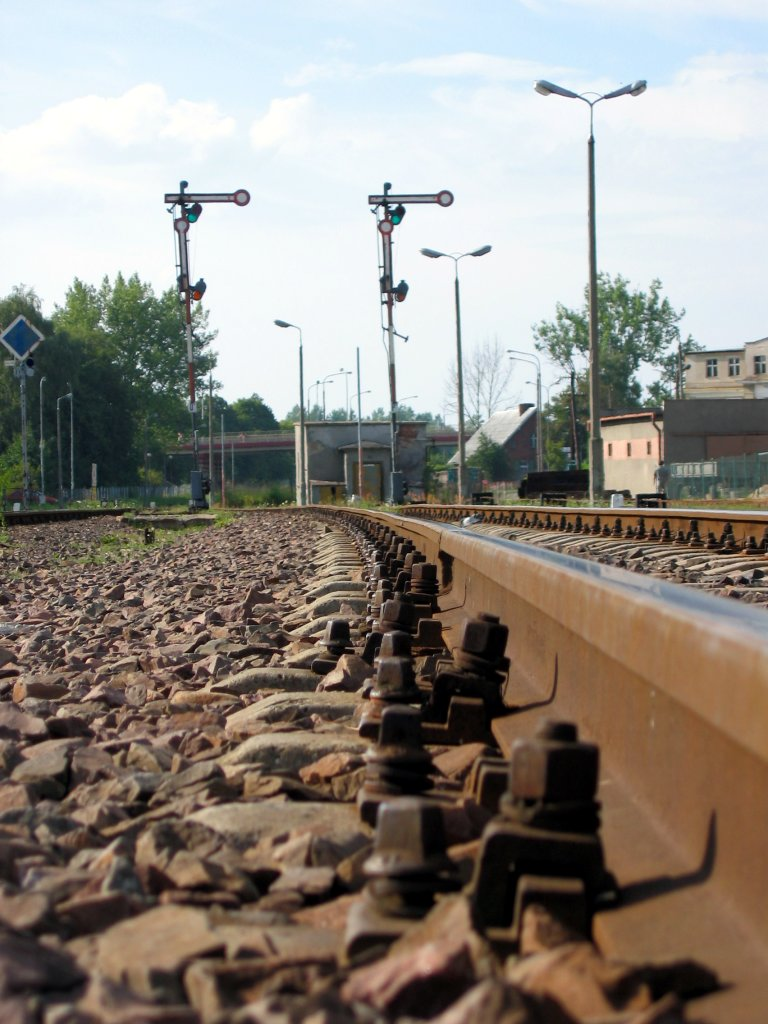
Stacja Kolejowa
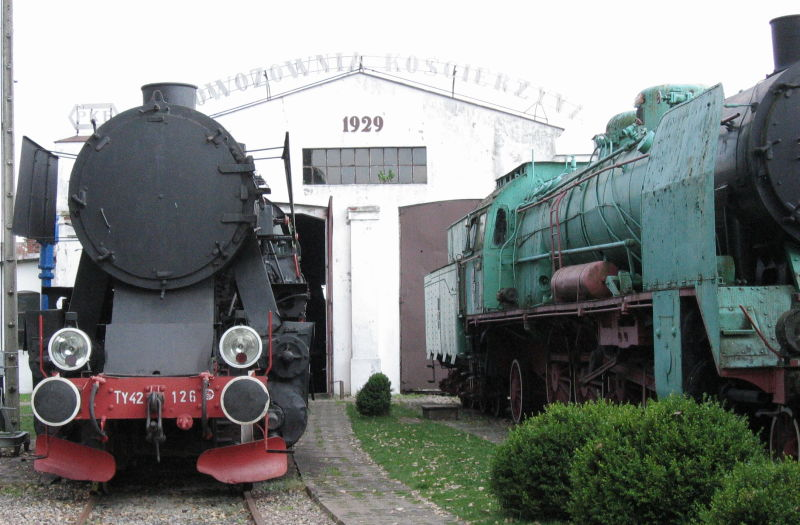
Skansen Lokomotyw
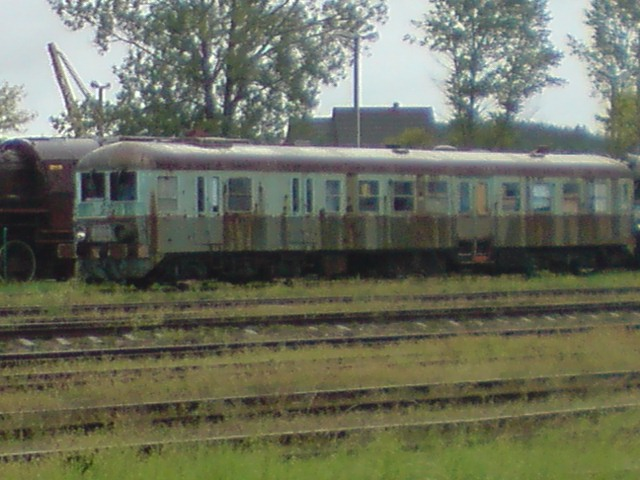
SN61 niszczejący za płotem skansenu
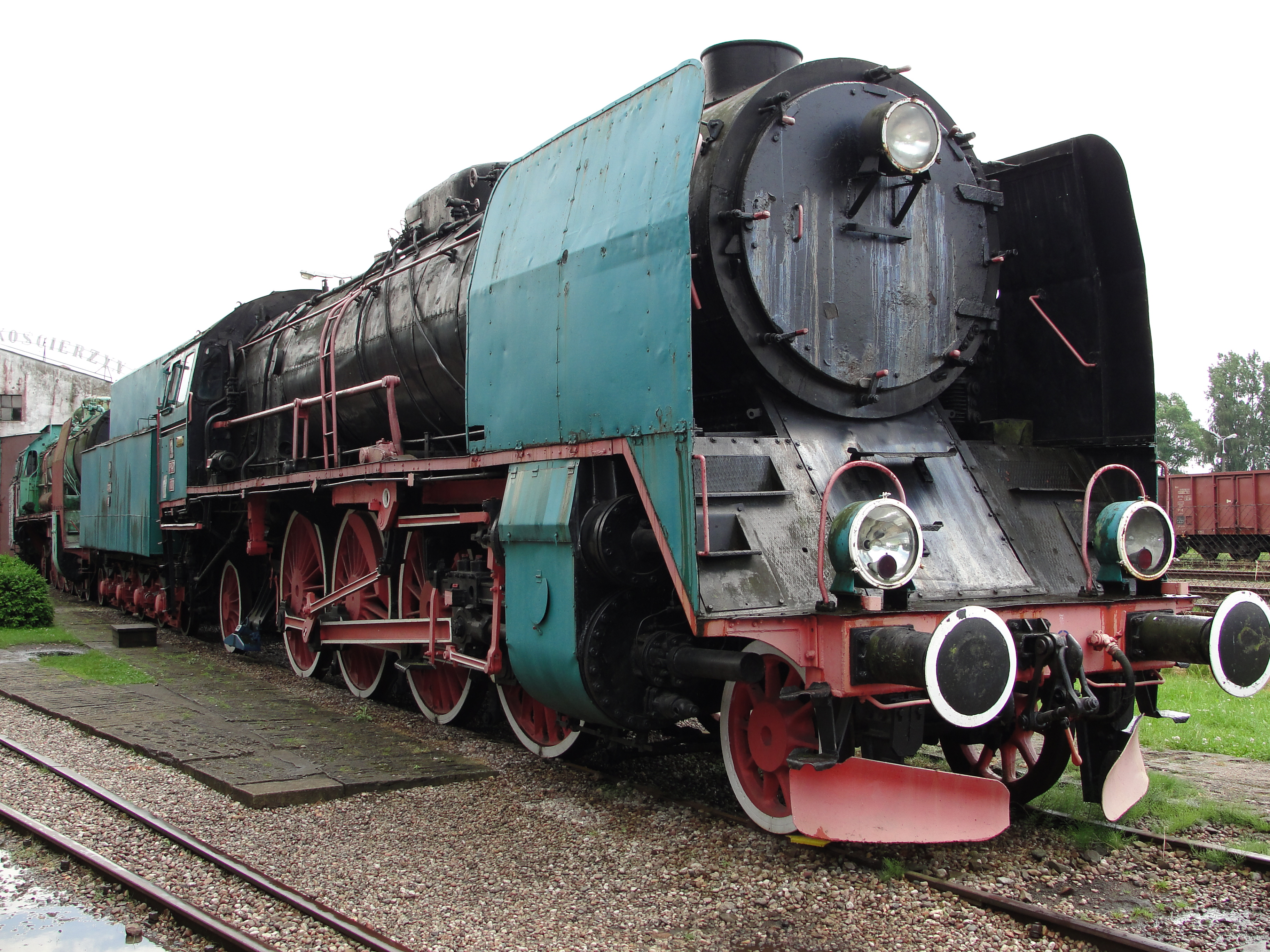
Pt47-172 w skansenie
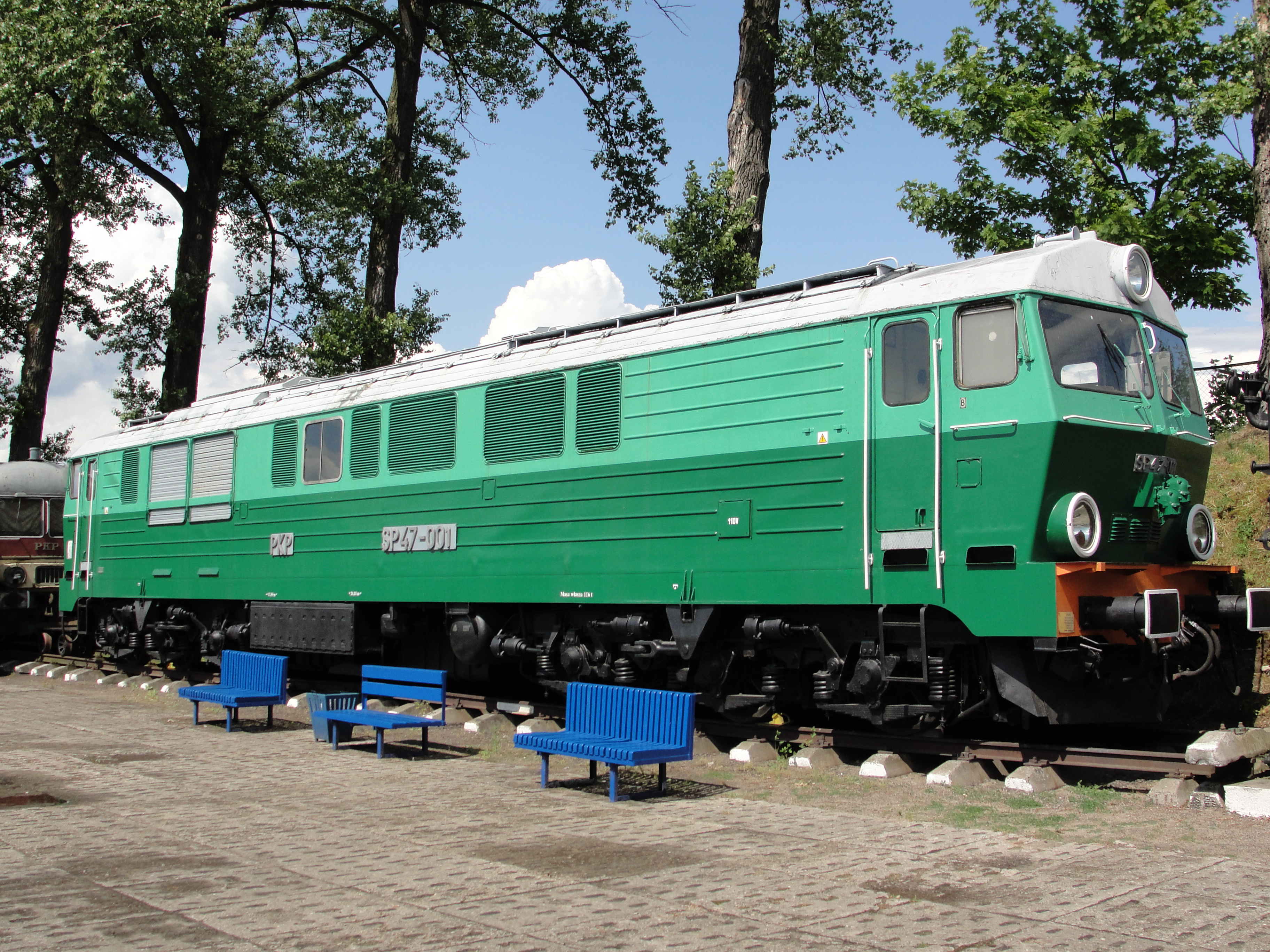
SP47-001 w skansenie
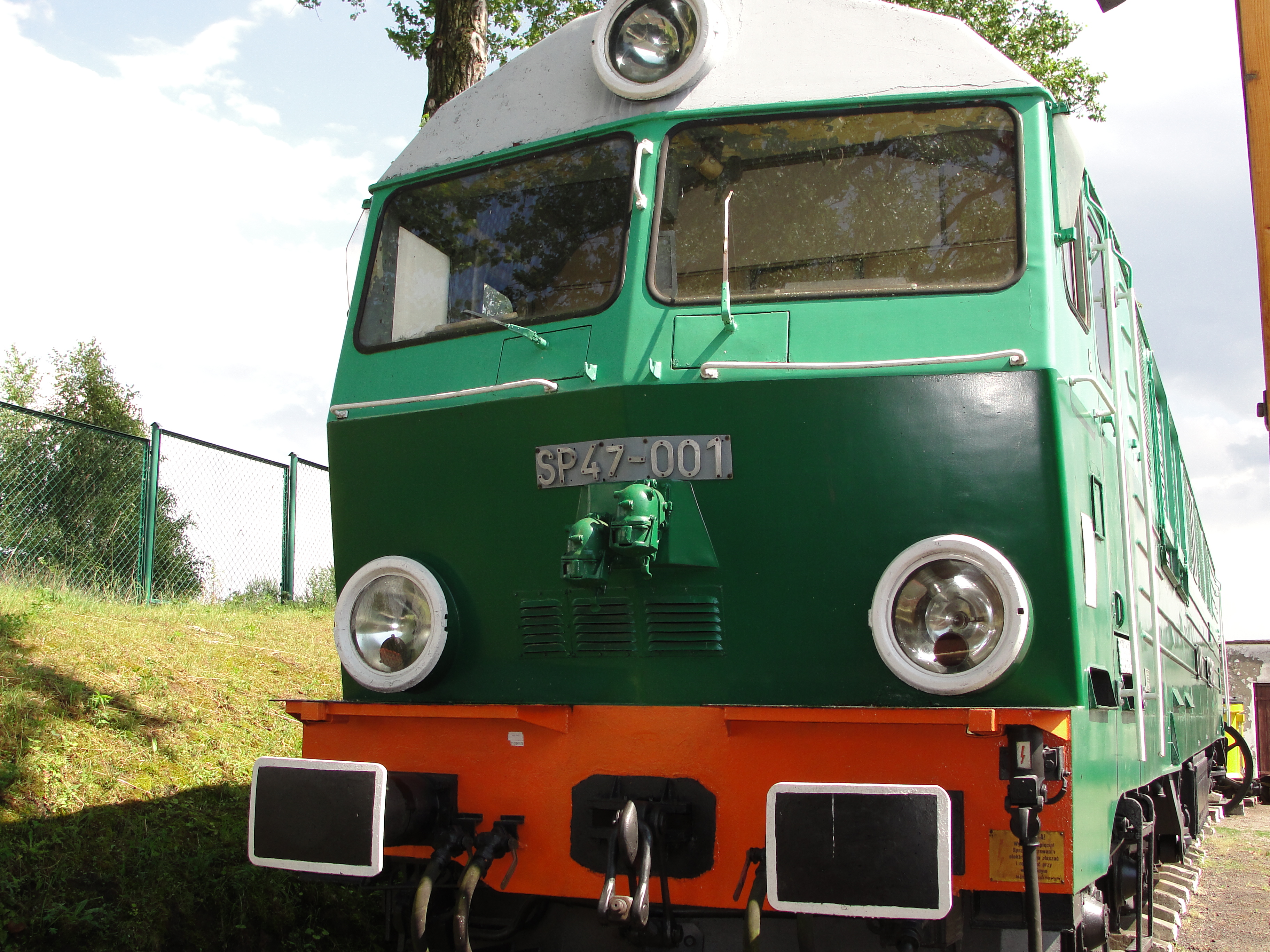
SP47-001 w skansenie
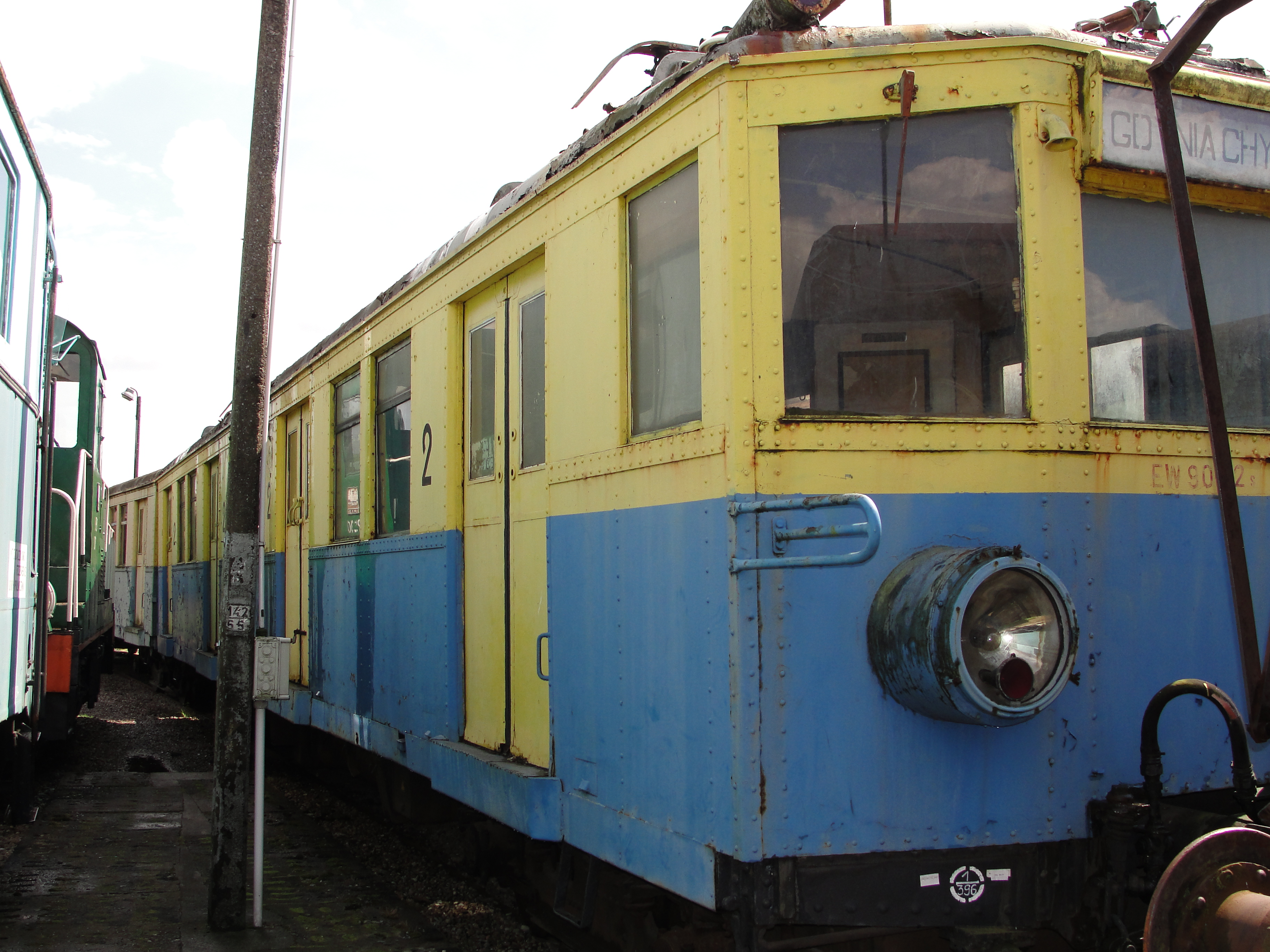
EW90-12 w skansenie
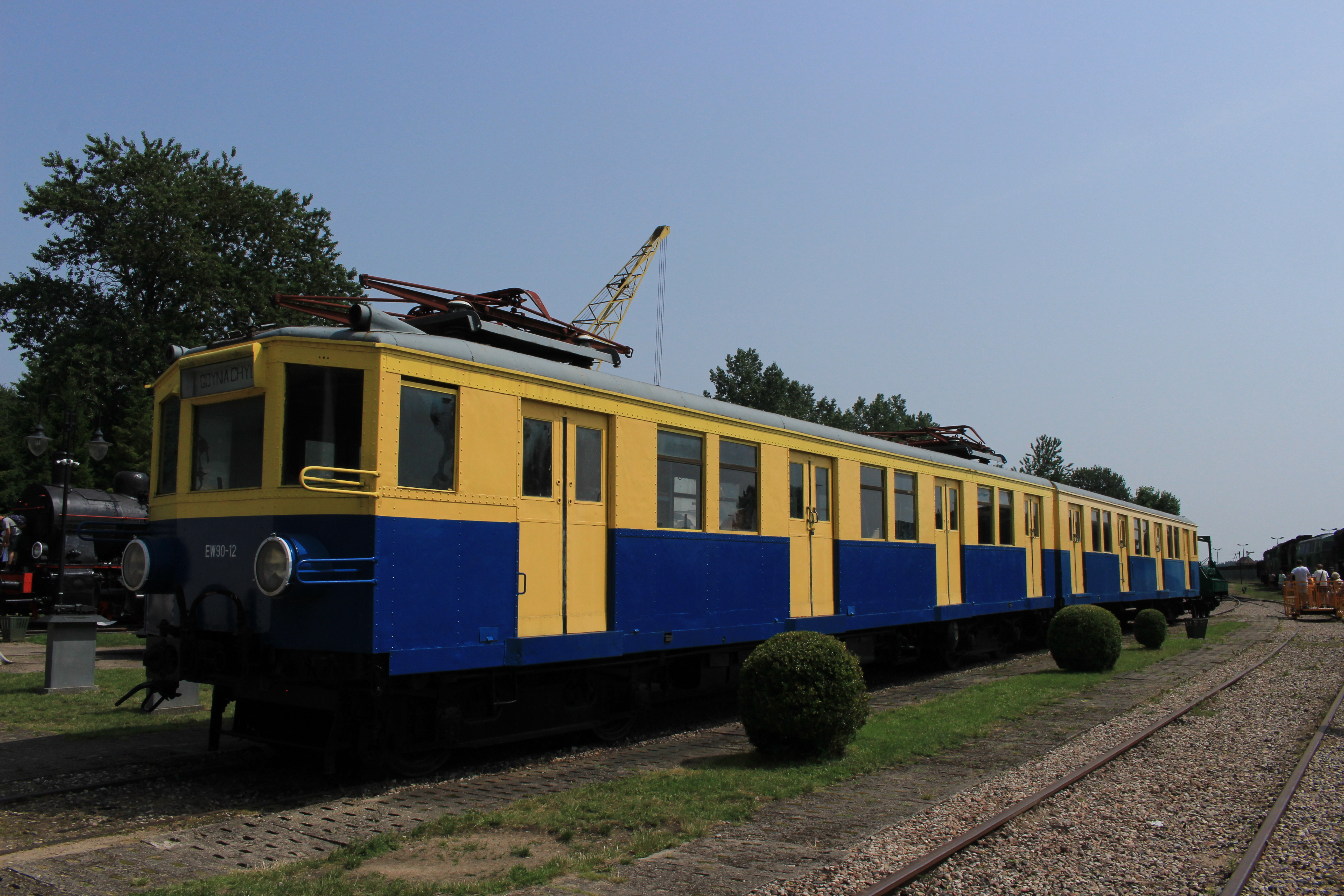
EW90-12
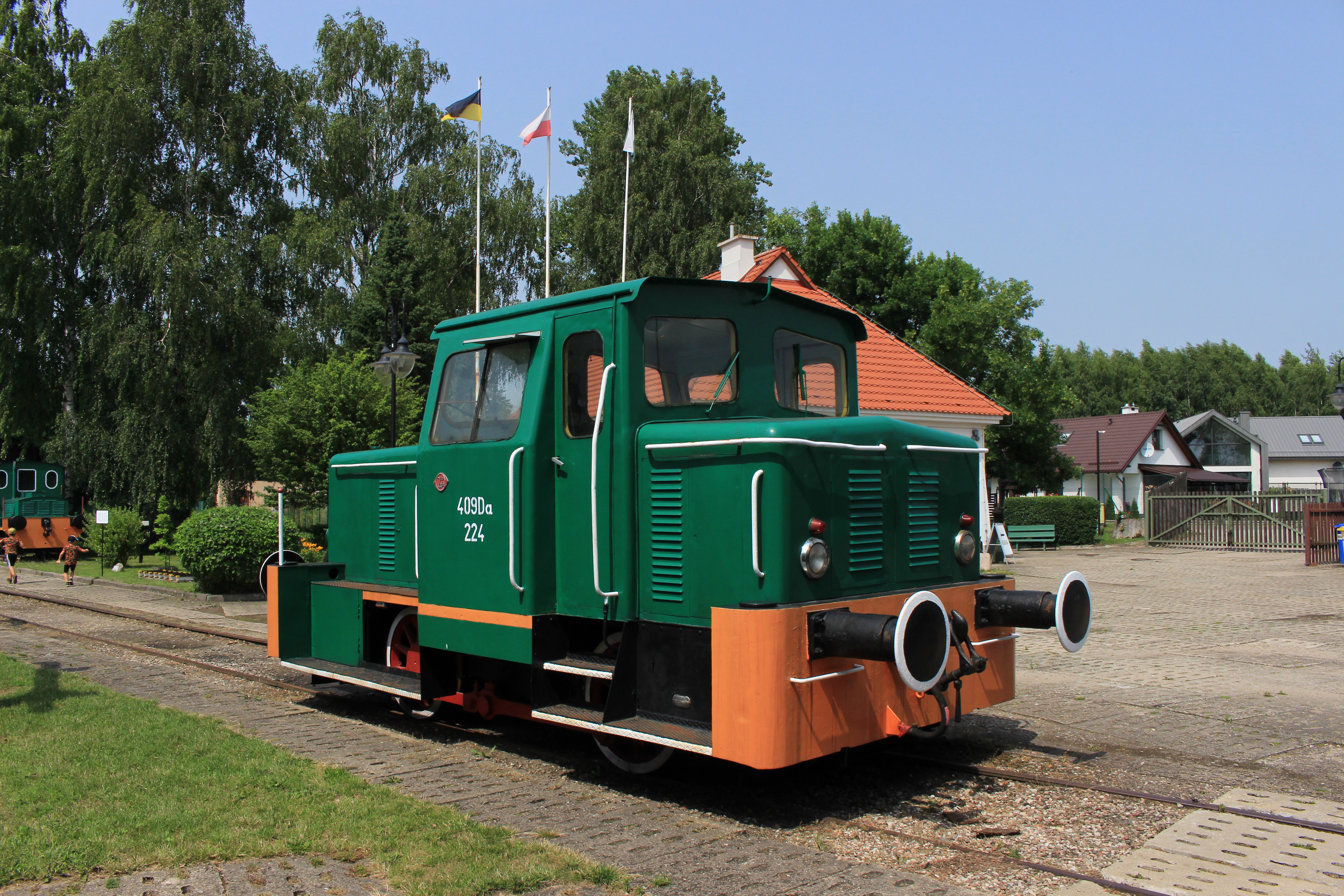
409Da-224
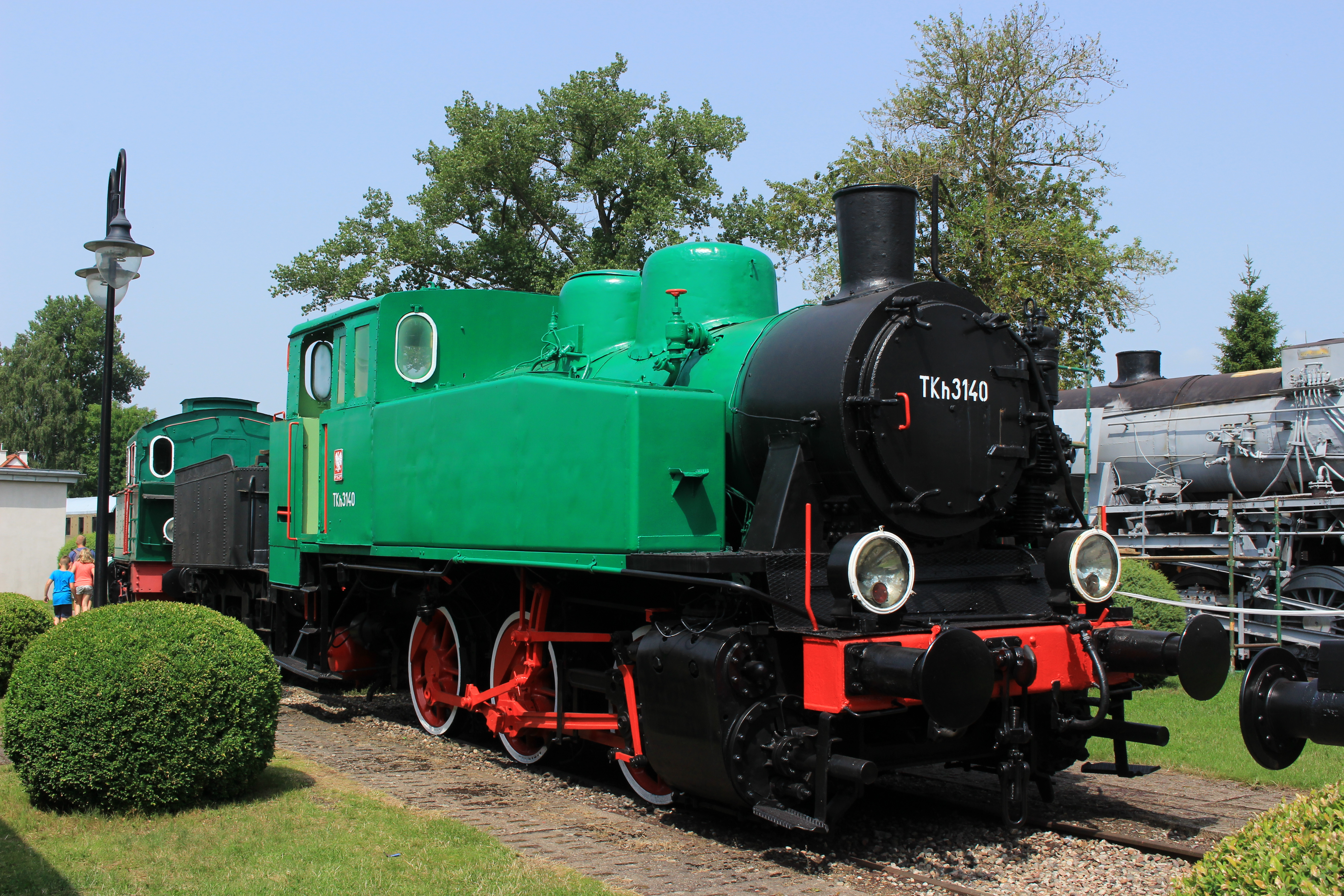
TKh3140
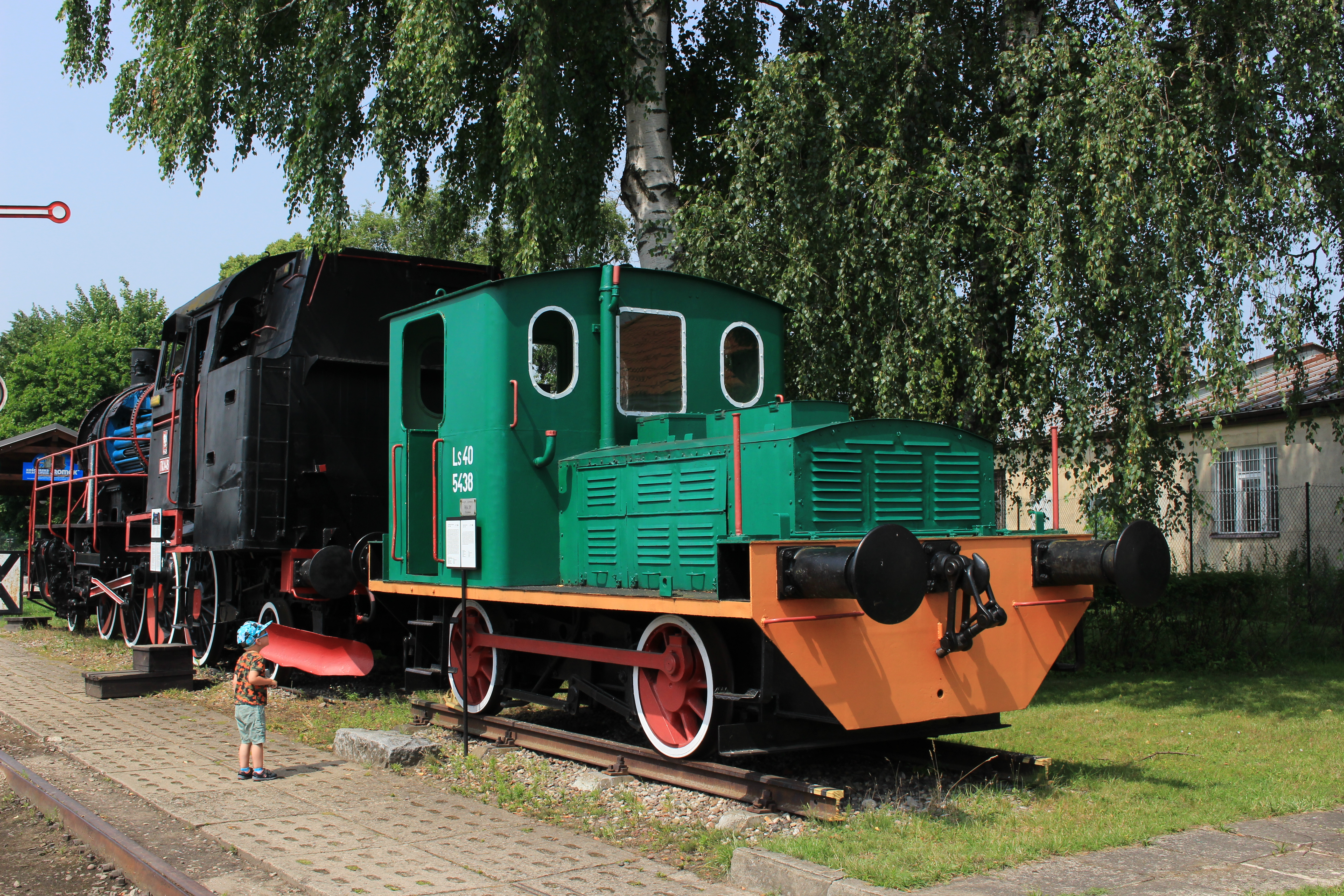
Ls40 5438
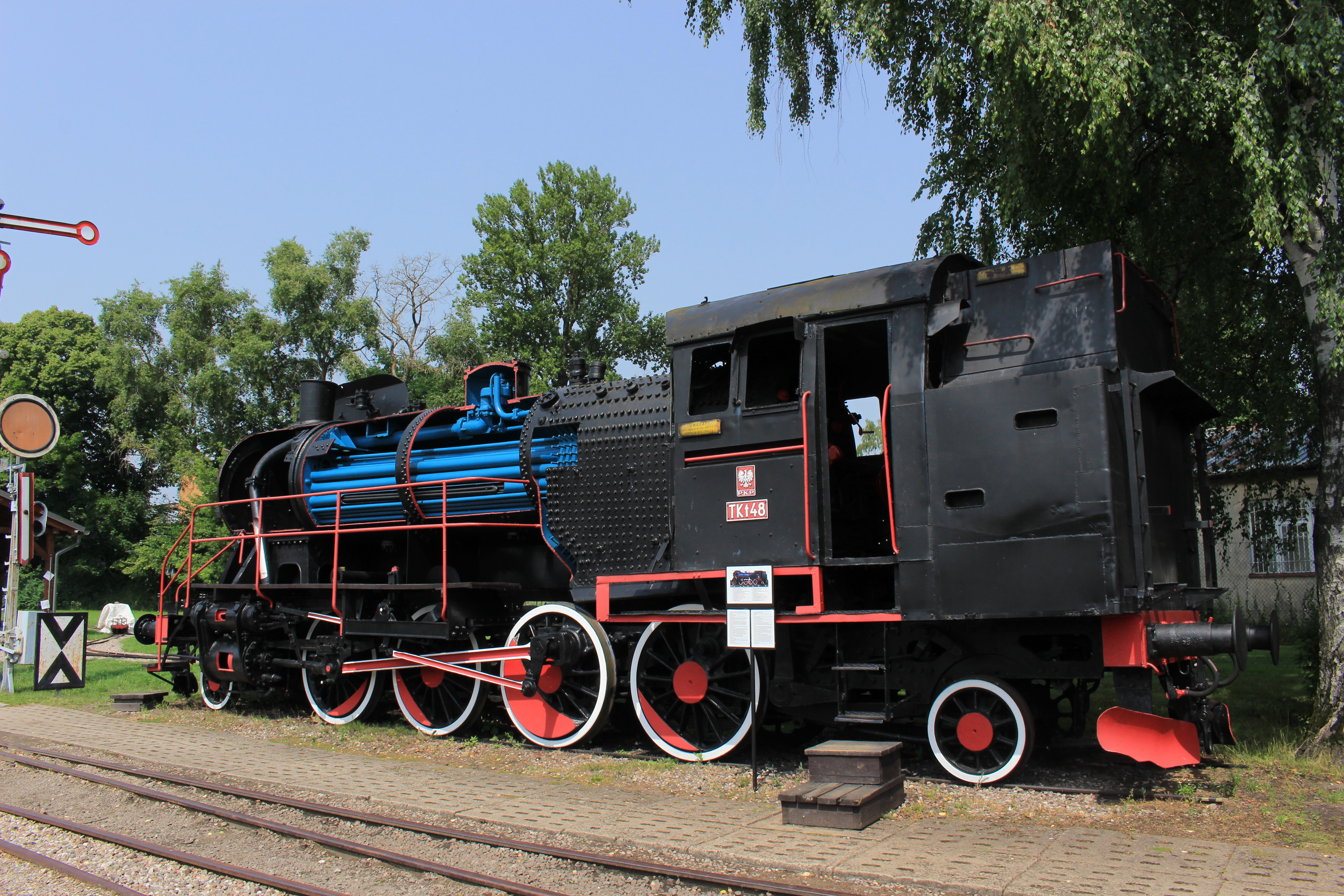
TKt48
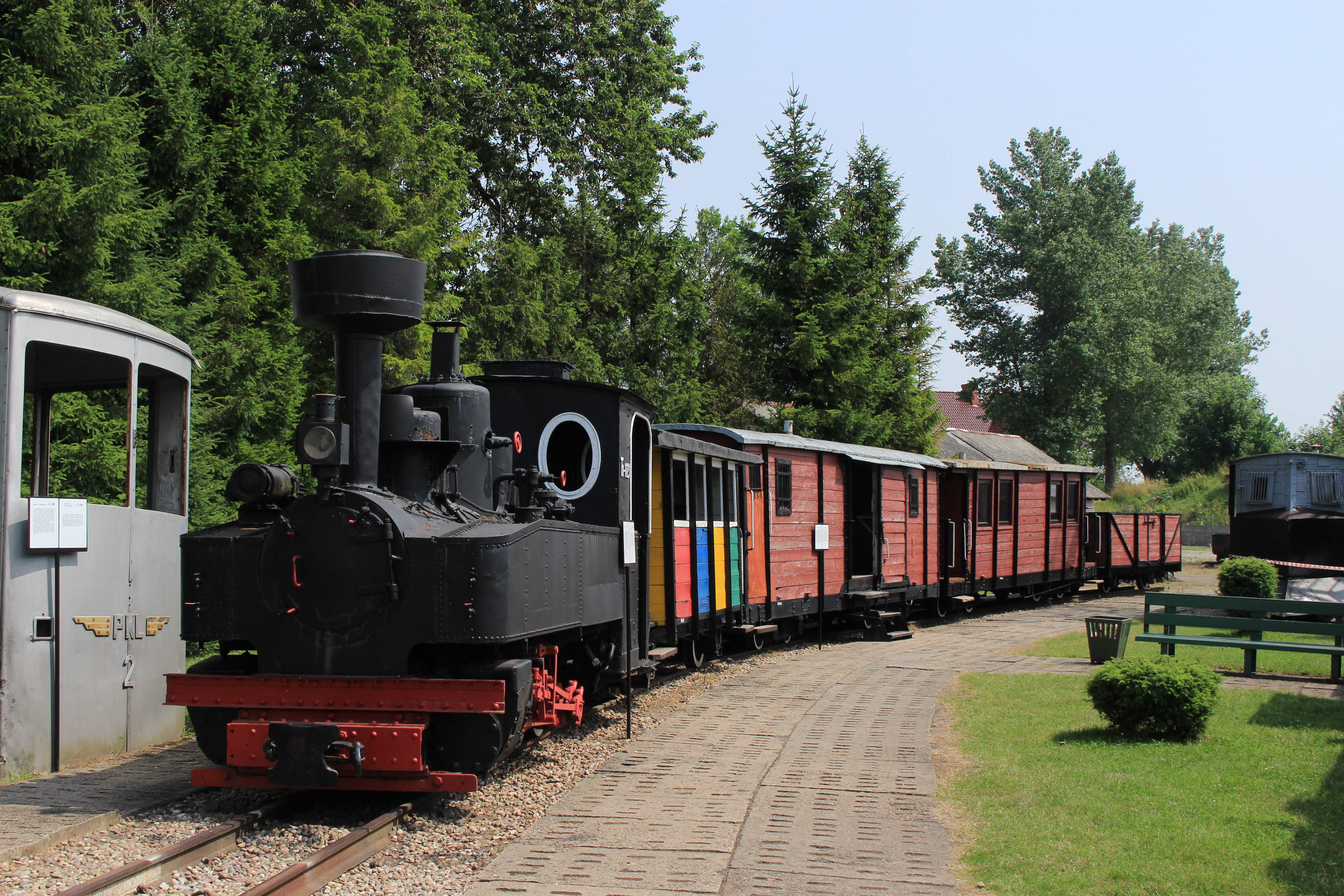
Tx-1123